# Новый Быт (Волгоградская область)
Новый Быт — хутор в Николаевском районе Волгоградской области России, административный центр и единственный населённый пункт Новобытовского сельского поселения.
Население — 663 (2021)

## История
До революции Новый Быт представлял собой небольшой хутор, состоящий из нескольких домов. В 1929 году была образована коммуна, объединившая хозяйства трёх хуторов — Новый Быт, Киров, Красногвардеец. В 1934 году на базе этих же поселений был образован колхоз «Новый Быт».
В 1951 году колхоз «Новый Быт» был расформирован, хутор Новый Быт стал отделением колхоза «Путь к коммунизму». В 1972 году на базе отделения «Новый Быт» был организован совхоз «Новый Быт». В 1974 году был образован Новобытовский сельсовет за счет разукрупнения Степновского сельсовета.
В 1992 году совхоз «Новый Быт» был реорганизован в ТОО «Новобытовское». В период с 1993 по 1995 годы была проведена газификация поселка. В результате земельной реформы жители стали покидать ТОО, образовывать свои крестьянско-фермерские хозяйства. ТОО «Новобытовское» прекратило существование в декабре 2006 года.
В соответствии с решением Волгоградского облисполкома от 17 мая 1978 года № 10/382 «О некоторых изменениях в административно-территориальном делении области» населенные пункты, имеющие служебное и временное значение — посёлки ОТФ № 2, 3, 4, 6, 7, 9, 10, 11, 12, 13, 14, 15, 16, 17 совхоза «Новый Быт», были приписаны к постоянному населённому пункту — к хутору Новый Быт.

## Физико-географическая характеристика
Хутор расположен в Заволжье, в пределах Прикаспийской низменности, на высоте около 30 метров выше уровня мирового океана. Почвы каштановые солонцеватые и солончаковые.
Географическое положение
По автомобильной дороге расстояние до областного центра города Волгограда составляет 210 км, до районного центра города Николаевск — 61 км.
Климат
Климат континентальный, засушливый (согласно классификации климатов Кёппена-Гейгера — Dfa). Среднегодовая температура воздуха положительная и составляет + 7,5 °C, средняя температура самого холодного месяца января — 9,1 °C, самого жаркого месяца июля + 23,7 °C. Расчётная многолетняя норма осадков — 359 мм. Наименьшее количество осадков выпадает в марте (20 мм), наибольшее в июне (42 мм)
Часовой пояс
Новый Быт, как и вся Волгоградская область, находится в часовой зоне МСК (московское время). Смещение применяемого времени относительно UTC составляет +3:00.

## Население
| 1987 | 2002 |
| ---- | ---- |
| ≈780 | 968  |

| 2010 | 2012 | 2013 | 2014 | 2015 | 2016 | 2017 |
| ---- | ---- | ---- | ---- | ---- | ---- | ---- |
| 797  | ↗798 | ↘783 | ↘776 | ↘773 | ↘755 | ↘725 |
| 2018 | 2019 | 2020 | 2021 |      |      |      |
| ↘706 | ↘687 | ↘683 | ↘663 |      |      |      |